# Yellow Flower
《Yellow Flower》(옐로우 플라워)는 대한민국의 걸 그룹 마마무의 여섯 번째 미니 음반으로, 2018년 3월 7일 발매되었다. 타이틀 곡은 〈별이 빛나는 밤 (Starry night)〉이다.

## 개요
- 《Purple》에 이어 9개월 만에 발매하는 음반이다.
- 각 멤버를 상징하는 네 가지 색깔에 맞춘 음반을 발매하는 포 시즌 포 컬러 프로젝트(4 season 4 color project)의 첫 번째 음반이다. 노란색은 화사를 상징한다.
- 타이틀 곡 〈별이 빛나는 밤 (Starry night)〉은 전체적으로 Am-C-G-Dm 진행이 반복되는 곡으로, 후렴 직전의 부분에서 점차 상승시키는 듯한 분위기를 내기 위하여 그 앞에서는 네 마디에 걸쳐 나왔던 ‘Am-C-G-Dm’을 두 마디에 한꺼번에 넣고, 끝의 Dm 코드를 생략하였다.[2] 뮤직 비디오는 뉴질랜드에서 촬영되었다.[1]
- 7번 트랙 〈칠해줘〉는 2018년 1월 4일 디지털 싱글로 발표되었다.

## 트랙 리스트
| #            | 제목                        | 작사                           | 작곡                                                                         | 편곡  | 재생 시간 |
| ------------ | --------------------------- | ------------------------------ | ---------------------------------------------------------------------------- | ----- | --------- |
| 1.           | 〈겨울에서 봄으로〉 (Intro) | 솔라                           | 솔라                                                                         | 0:24  |           |
| 2.           | 〈별 바람 꽃 태양〉         | 문별, 솔라                     | 솔라                                                                         | 3:43  |           |
| 3.           | 〈별이 빛나는 밤〉          | 김도훈, 박우상, 문별           | 김도훈, 박우상                                                               | 3:31  |           |
| 4.           | 〈덤덤해지네〉              | 화사                           | 박우상, 화사                                                                 | 3:28  |           |
| 5.           | 〈Rude boy〉                | 코스믹 사운드, 코스믹 걸, 문별 | 코스믹 사운드, 코스믹 걸                                                     | 3:10  |           |
| 6.           | 〈봄타〉                    | 조울, 문별                     | Command Freaks, Mayu                                                         | 3:48  |           |
| 7.           | 〈칠해줘〉                  | 조울                           | Mich Hansen, Peter Wallevik, Daniel Davidsen, Chelcee Grimes, Kara DioGuardi | 3:39  |           |
| 총 재생 시간 | 총 재생 시간                | 총 재생 시간                   | 총 재생 시간                                                                 | 21:43 |           |

## 차트
| 차트 (2018)                 | 최고 순위 |
| --------------------------- | --------- |
| 대한민국 (가온 차트 '주간') | 1         |
| 대한민국 (가온 차트 '월간') | 8         |
| 대한민국 (가온 차트 '연간') | 87        |

## 수상

### 음악 방송
| 프로그램             | 날짜            |
| -------------------- | --------------- |
| 더 쇼(SBS MTV)       | 2018년 3월 13일 |
| 더 쇼(SBS MTV)       | 2018년 3월 20일 |
| 쇼 챔피언(MBC Music) | 2018년 3월 14일 |
| 엠카운트다운 (Mnet)  | 2018년 3월 15일 |
| 엠카운트다운 (Mnet)  | 2018년 3월 22일 |
| 뮤직뱅크 (KBS)       | 2018년 3월 16일 |
| 인기가요 (SBS)       | 2018년 3월 18일 |
| 인기가요 (SBS)       | 2018년 3월 25일 |
| 인기가요 (SBS)       | 2018년 4월 1일  |